# Opowieść transmedialna

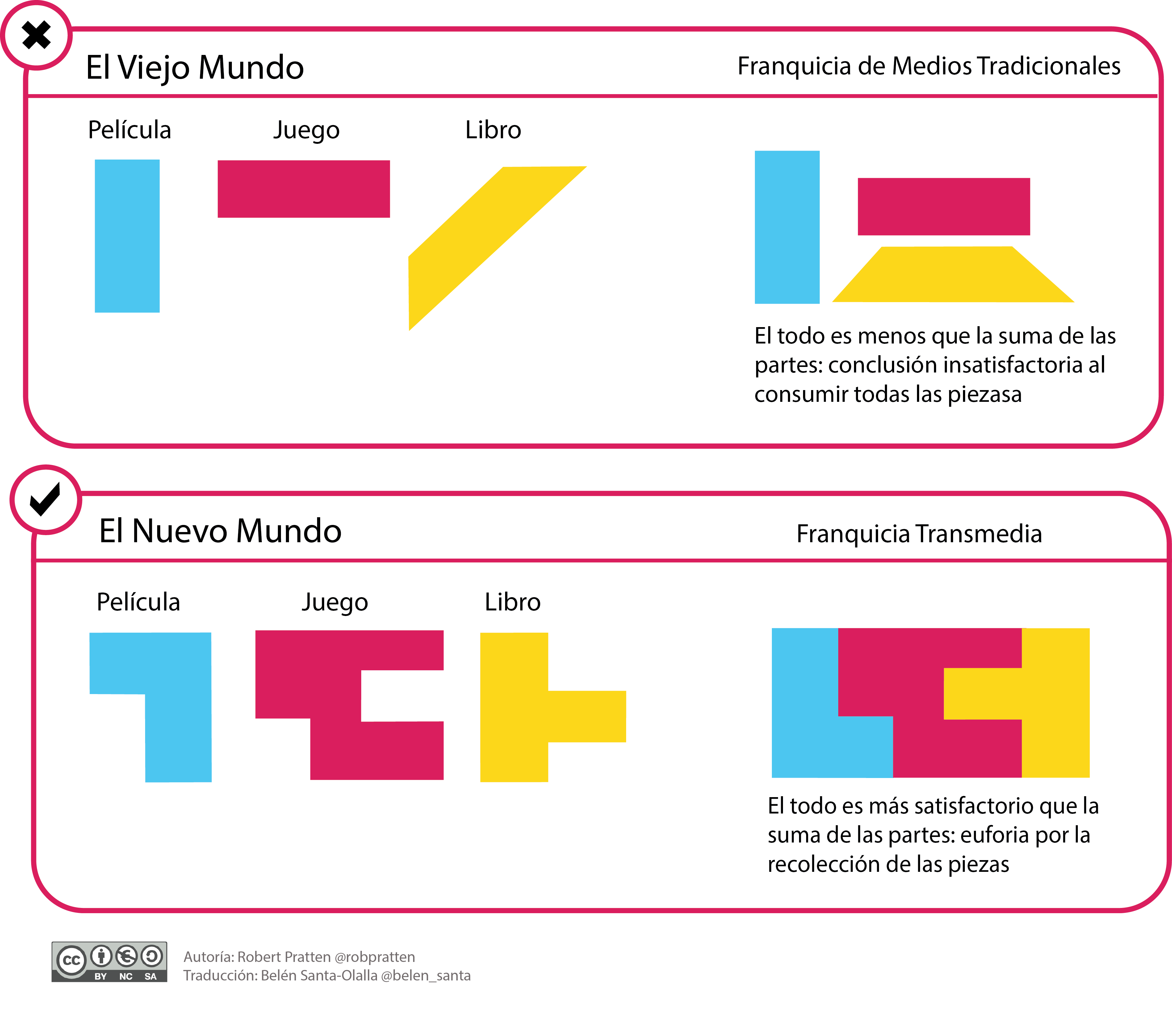
Koncept opowieści transmedialnej w formie ilustracji

Opowieść transmedialna lub narracja transmedialna (ang. transmedia storytelling) – zjawisko interakcji medialnych, w którym elementy fikcji są rozprowadzane poprzez różnego rodzaju platformy medialne, czego celem jest skoordynowane i ujednolicone doświadczenie u odbiorcy. Pojęcie zdefiniowane po raz pierwszy przez amerykańskiego medioznawcę Henry’ego Jenkinsa w książce Kultura konwergencji. Zderzenie starych i nowych mediów (Convergence Culture: Where Old and New Media Collide, 2006).

## Charakterystyka
Henry Jenkins opowieść transmedialną uznał za „wielowątkową i zróżnicowaną historię, która odsłaniana jest na różnych platformach medialnych, przy czym każde medium ma swój oddzielny wkład w tworzenie i rozwijanie fikcyjnego świata”.
Pojęcie i praktyka narracji transmedialnej powstały wraz z rozwojem kultury konwergencji – kluczowym objawem jest pogłębiająca się współpraca oraz zjawisko przenikania odmiennych mediów. Efektem tego procesu jest ciągła cyrkulacja treści, która sprawia, że jedna historia opowiedziana zostaje wielokrotnie za pomocą różnych środków przekazu. W efekcie konsument dostaje możliwość wyboru pomiędzy różnymi formami tej opowieści, co mobilizuje go do aktywnego uczestnictwa w poznawaniu fikcyjnego świata. Jest to bardziej zintegrowane podejście do rozwoju marki niż w wypadku modeli opartych wyłącznie na tekstach źródłowych.
W ramach estetyki opowieści transmedialnej znane historie opowiadane są za pomocą różnych form przekazu, takich jak filmy, powieści, blogi, pamiętniki czy komiksy. Historia może pojawić się również pod postacią gry komputerowej lub planszowej. Wszystkie te przekazy odnoszą się do jednego świata, zachowując jednocześnie autonomię i samowystarczalność, dzięki czemu konsument może wybrać dowolny dostęp do określonej marki.
Wraz z pojawieniem się opowieści transmedialnej wzrosło znaczenie franczyzy kulturalnej oraz systemu licencjonowania praw do tworzenia spin-offów, czyli nowych produktów wykorzystujących elementy marki znanej już widzom. Pionierem takich działań na rynku globalnym jest Jeff Gomez, założyciel firmy Starlight Runner Entertainment, do której klientów należą The Walt Disney Company, Mattel czy Hasbro. Na polskim rynku medialnym, przykładem zastosowania narracji transmedialnej było wprowadzenie i sprzedaż produktów związanych z marką Wiedźmin, jak również wydanie Kaktusa w sercu – książki związanej z serialem Teraz albo nigdy! (2008–2009).